# Montricher (Szwajcaria)
Montricher (hist. Rogersberg) − miejscowość i gmina (commune) w zachodniej Szwajcarii, w kantonie Vaud, w okręgu (district) Morges.   

## Demografia
W Montricher mieszka 979 osób. W 2021 roku 17,7% populacji gminy stanowiły osoby urodzone poza Szwajcarią.

## Transport
Na terenie gminy znajduje się lotnisko Montricher.